# Henrique de Malacca
Henrique de Malacca ou Enrique, né vers 1495, est l'esclave et l'interprète de Magellan. D'après Antonio Pigafetta, chroniqueur du voyage, il était originaire de Sumatra (en Indonésie) alors que Magellan le dit né à Malacca dans son testament de 1519. Le romancier malaisien Harun Aminurashid le considère comme originaire de la Malaisie et le nomme Panglima Awang dans ses romans historiques.

## Biographie

### Origines
Henrique est acheté en 1511 à Malacca par Magellan qui s'y trouve dans le cadre d'une expédition menée sous la direction de Diogo Lopes de Sequeira et Afonso de Albuquerque, pour le compte du Portugal désireux de coloniser la Malaisie et l'Indonésie. 
Henrique accompagne Magellan quand ce dernier regagne l'Europe en 1512. Il le suit au Portugal, puis en Espagne, et s'embarque avec lui à bord de la nef amirale la Trinidad pour la Circumnavigation Magellan-Elcano en 1519.

### Le grand voyage autour du monde
Magellan prit avec lui Henrique lorsqu'il partit en 1519 avec l'ordre de la couronne espagnole de chercher un passage pour atteindre le Nouveau Monde et traverser les Moluques par la route occidentale. Selon Antonio Pigafetta, officier chroniqueur et témoin authentique embarqué à bord de la Trinidad, en arrivant aux îles Samar, aux Philippines, Henrique ne put entrer en communication avec les indigènes. Au large d'une autre île, une petite embarcation s'approcha des navires espagnols. Découragé par ses échecs précédents, Henrique ne pensait pas que les indigènes le comprendraient. Mais finalement, sa salutation en malais fut comprise, notamment par le roi Humabon, souverain de l'île de Cebu.
Les membres de l'équipage de la petite embarcation ont refusé de monter dans le navire de Magellan, mais en suivant ceux-ci dans la seconde île, qui reçut le nom de Mazzaua, Henrique vit qu'il pouvait communiquer facilement avec eux. Il était retourné dans son aire d'origine, celle de la langue malaise.

### Décès de Magellan
Le 27 avril 1521, Magellan meurt au combat dans la bataille de Mactán, qui l'oppose au chef local Lapu-Lapu et à ses hommes. D'après le témoignage de Pigafetta, Magellan avait prévu d'affranchir Henrique dans son testament.
Toutefois, le nouveau commandant, Duarte Barbosa, a refusé de lui accorder la liberté. Barbosa, beau frère de l'amiral, en dépit de soupçonner Henrique, qu'il a durement traité, avait besoin de ses services comme interprète. Par conséquent il l'a envoyé en mission auprès du rajah Hamubon, le chef ou datu de Cebu. On dit qu'Henrique suggéra à Hamubon d'inviter les Espagnols à un banquet afin de se débarrasser d'eux facilement. Près de trente Espagnols s'y rendirent et furent tués, sauf Juan Serrano, que ses compagnons abandonnèrent sur la plage en dépit de ses appels à l'aide. Une autre hypothèse, formulée à l'époque par l'humaniste Pierre Martyr d'Anghiera, fait du massacre une réaction du viol de femmes autochtones par les Espagnols, disculpant donc Henrique.
Affaiblis par leurs pertes, les Espagnols durent ensuite abandonner un de leurs navires. Pigafetta, qui avait réalisé un lexique de la langue indigène de Cebu, fit désormais office d'interprète. On ignore ce qu'il advint d'Henrique, et si en particulier il survécut au « banquet de Cebu ».

## Un premier tour du monde?
Quelques commentateurs ont avancé qu'Henrique a accompli le premier tour du monde puisqu'il comprenait la langue parlée dans les Philippines. Or, la langue malaise était « devenue la lingua franca dans toute l'Insulinde et au-delà, permettant échange et communication », ce qui ne permet absolument pas de conclure à une origine philippine de l'esclave de Magellan,.
Si Henrique a survécu au banquet de Cebu, il est possible qu'il soit rentré dans son pays natal par ses propres moyens grâce à sa connaissance du malais ; et ce faisant, aurait probablement devancé l'équipage de l'expédition portugaise de plusieurs semaines pour son tour du monde à titre individuel. Cependant, faute de traces écrites, seuls les dix-huit marins survivants peuvent attester de façon certaine avoir accompli le tour du monde en revenant par l'Est au port même duquel ils étaient partis vers l'Ouest trois ans plus tôt, à Sanlúcar de Barrameda.

## Postérité
Si Enrique a souvent été considéré comme un traître dans la mémoire de l'expédition espagnole, il est célébré comme un héros national aux Philippines et en Malaisie, qui aurait participé à stopper l'avancée des Européens dans la région. En 1958, l'écrivain nationaliste malaisien Harun Aminurrashid lui consacre le roman Panglima Awang (« Jeune capitaine »), dont il est le héros, alors que Magellan a le mauvais rôle. En 2016 est inauguré un mémorial au Art Museum de Singapour, comprenant une statue et un portait d'Enrique. Parmi plusieurs films philippins qui lui sont consacrés, Balikbayan#1 s'emploie à imaginer son enfance, la liant à un peuple montagnard de Luçon résistant aux Espagnols ; par allusion, ce rôle fait référence au présent, assimilant Enrique aux domestiques maltraités par leurs employeurs étrangers (« Balikbayan#1 » est en effet la traduction de « travailleur immigré #1 »).